# ゲオルギーナ・フォン・ヴィルツェク
ゲオルギーナ・フォン・ヴィルツェク（Georgina Gräfin von Wilczek, 1921年10月24日 - 1989年10月18日）は、リヒテンシュタイン公フランツ・ヨーゼフ2世の妻。全名はゲオルギーナ・ノルベルタ・ヨハンナ・フランツィスカ・アントーニエ・マリー・ラファエラ（Georgina Norberta Johanna Franziska Antonie Marie Raphaela）。一般には愛称のギーナ（Gina）で親しまれた。

## 生涯
フェルディナント・フォン・ヴィルツェク伯爵とその妻のキンスキー・フォン・ヴヒニッツ・ウント・テッタウ伯爵夫人ノルベルティーネの間の娘として、グラーツで生まれた。父方の曽祖父に北極探検家でオーストリア地理学協会の総裁を務めたヨハン・ネポムク・ヴィルツェク伯爵がいる。1943年3月7日にファドゥーツにおいて、クールの司教クリスティアン・カミナーダ（Christian Caminada）の主宰により、フランツ・ヨーゼフ2世と結婚した。リヒテンシュタイン家の当主がオーストリアやチェコスロヴァキアではなく、現在のリヒテンシュタイン公国の領内で婚礼を行ったのは、これが初めてだった。
第2次世界大戦中、ギーナは強制労働に駆り出された人々や戦争捕虜の解放に尽力し、1945年6月22日にはリヒテンシュタイン赤十字社を創設して自らその初代総裁に就任した。赤十字社総裁職は1984年に義理の娘のマリー・キンスキーに引き継がれた。1989年10月、夫の死の1か月前にスイスの病院で死去した。墓はファドゥーツ大聖堂にある。

## 子女
- ハンス・アダム・フェルディナント・アロイス・ヨーゼフ・マリア・マルコ・ダヴィアノ・ピウス（1945年 - ） - リヒテンシュタイン公
- フィリップ・エラスムス・アロイス・フェルディナント・マリア・ゼーバルドゥス（1946年 - ）
- ニコラウス・フェルディナント・マリア・ヨーゼフ・ラファエル（1947年 - ）
- ノルベルタ（ノーラ）・エリーザベト・マリア・アスンタ・ヨゼフィーネ・ゲオルギーネ（1950年 - ）
- フランツ・ヨーゼフ・ヴェンツェスラウス（ヴェンツェル）・ゲオルク・マリア（1962年 - 1991年）